# Alamo (Georgia)
Alamo es un pueblo ubicado en el condado de Wheeler en el estado estadounidense de Georgia. En el censo de 2000, su población era de 1943.

## Demografía
En el 2000 la renta per cápita promedia del hogar era de $25,000, y el ingreso promedio para una familia era de $30,125. El ingreso per cápita para la localidad era de $8,147. Los hombres tenían un ingreso per cápita de $25,921 contra $20,208 para las mujeres.

## Geografía
Alamo se encuentra ubicado en las coordenadas 32°8′54″N 82°46′43″O / 32.14833, -82.77861 (32.187181, -82.568932)
Según la Oficina del Censo, la localidad tiene un área total de 5 km² (1,9 mi²), de la cual 5 km² (1,9 mi²) es tierra y 0 km² (0 mi²) (0.0%) es agua.